# Haşim Ağa Konağı
Das Haşim Ağa Konağı ist ein im Auftrag von Hüseyin Ağa erstelltes Herrenhaus im türkischen Distrikt Sürmene in der Provinz Trabzon. Das im Jahr 1895 erbaute Gebäude ist auch als das Herrenhaus mit den 99 Fenstern bekannt.

## Die Struktur des Gebäudes
Das Herrenhaus verfügt über 99 Fenster, um die 99 Namen Allahs zu ehren. Zudem hat es zwei Eingangstüren, eine im Westen und die andere im Osten. Außerdem umfasst das Gebäude etwa 450 Quadratmeter und setzt sich aus insgesamt zehn Zimmern, drei Badezimmern und vier Sälen zusammen. Im Herrenhaus befinden sich drei Kamine und zwei Kaffeeküchen.

## Geschichte
Da das ursprüngliche Haşim Ağa Konağı vollständig aus Holz bestand, wurde es aufgrund eines Brandes unbewohnbar. Später baute der Enkelsohn von Haşim Ağa Hüseyin Ağa das Herrenhaus mit den 99 Fenstern benannt nach seinem Großvater. Hüseyin Ağa konnte, wie sein Vater und Großvater, aufgrund des Lebensmittel- und Garnhandels mit Russland einen beträchtlichen Reichtum anhäufen.